# Kruhovac (biljna vrsta)
Kruhovac ↓1 (lat. Artocarpus altilis) je drvo i plod rasprostranjen po tropskim otocima, istočnog Indijskog oceana i zapadnog Tihog oceana.
Kruhovaca ima više vrsta sve one pripadaju porodici Moraceae. Jedna od njih Artocarpus communis, kojeg nazivaju i Artocarpus incisa ili Artocarpus altilis, je osnovna hrana domorodaca južnog Pacifika.

## Značajke
Kruhovac je jednodomna biljka, s muškim i ženskim cvjetovima na istoj krošnji. stabljika kruhovca narastu od 12 do 18 metara u vis. Krošnja je bogata velikim, sjajnim mesnatim zelenim listovima, nalik na smokvine.
Po sezoni na jednom stablu izraste do 800 plodova, jajolikog oblika, bradavičaste površine, žućkasto zelenkaste boje, promjera od 10 do 20 cm.
Plod se sastoji od brojnih režnjeva bijele vlaknaste pulpe, oko koštunjave jezgre. Neke selektivno uzgojene sorte imaju plodove bez jezgre.
Po Karibima i tropskim američkim krajevima od Meksika do Brazila kruhovci se uzgajaju kao ukrasna kućna drva, a plodovi prodaju po tržnicama. Kruhovci se mogu razmnožavati bez sjemena, samo pomoću izdanaka korijena.
Plod Treculije africane, podrijetlom iz tropske Afrike, ne jede se toliko.

## Rasprostranjenost
Kruhovci se uzgajaju po Malajskom arhipelagu, na kom su autohtono bilje, odatle su se kruhovci proširili diljem tropskih otoka južnoga Pacifika, još u pradavna vremena.
Uvoz te biljke u Ameriku vezan je uz sagu o misiji Williama Bligha na brodu Bounty na kraju 18. st. On je na tu ekspediciju krenuo na preporuku Jamesa Cooka, koji je kruhovce zapazio na svojoj plovidbi po pacifičkim otocima, i pomislio da bi oni mogli biti dobra hrana za brojne crne robove po Karibima. Nakon pobune na brodu Bounty i neuspjeha prebacivanja kruhovca  do Kariba, oni su u drugoj misiji uspješno dopremljeni na Jamajku, gdje su se sadnice prihvatile, ali posao se nakraju pokazao uzaludnim, jer su crnci radije jeli banane.
Kruhovac ne podnosi mraz, pa ga se nije uspjelo presaditi po Floridi, čak ni na najužnijim dijelovima.
Domorodci južnih mora od vlaknaste unutarnje kore kruhovca izrađuju i tkanine, a drvo rabe za izradu kanua i namještaja. Stablo kruhovca sadrži bijeli ljepljivi sok sličan mlijeku, koji domoroci koriste kao ljepilo za brtvljenje čamaca.

## Kruhovac kao hrana
Kruhovac je osnovna hrana u mnogim tropskim krajevima. Plod mu je bogat škrobom, ali nije ukusan sirov, pa se prije jela 
prži, peče ili kuha, a nakon termičke obrade ima okus koji podsjeća na krumpir ili svježe pečeni kruh (zbog toga se i zove
kruhovac).
Kako kruhovac ima plodove samo u određenom razdoblju godine, važno je dobro skladištiti njihove plodove. Jedan od tradicionalnih
načina konzerviranja je zakapanje oguljenih i opranih plodova u jame koje se pokriju lišćem. Plodovi zatim nekoliko tjedana vriju i ispuštaju oporu ljepljivu masu, tako uskladišteni plodovi mogu stajati više od godinu dana, neki tako uskladišteni plodovi, bili su jestivi i nakon više od trideset godina.
Termički obrađen kruhovac može se jesti samostalno, ali i kao dodatak raznim drugim jelima. 
Jedno od najuobičajenih jela od kruhovca je pire od njegovih fermentiranih plodova, pomiješan s kokosovim mlijekom zapečen na listu banane.
Ponekad se peče cijeli plod na otvorenoj vatri, a zatim se ispečena unutrašnjost vadi van i miješa s drugim sastojcima, kao što su: kokosovo mlijeko, šećer i maslac, ili pečeno meso i voće. Ponekad se tako pripravljena jela dodatno kuhaju.
Na Šri Lanki se obično jede kao curry, tamo se osušeni kruhovac sa šećerom jede kao desert.

## Napomene
1. ↑1  Ostali nazivi su: artokarpus, kruhovec, krušnica (Karavla,[2] 2007.), te krušnica (Kišpatić,[3] 1916.), hlěbovac, kruševina (Šulek),[3] hljebovac (Lochmer, 1906.),[4] te krušno drvo (Brodnjak, 1991.). Tin Ujević, Iso Velikanović i Milan Drvodelić navode u svojim djelima naziv hljebovac. Gustav Šamšalović također donosi naziv krušnica (1960., 1995.[5])

## Vanjske poveznice
- The Breadfruit Institute
- Fruits of Warm Climates: Breadfruit
- Know and Enjoy Tropical Fruit: Jackfruit, Breadfruit & Relatives  Arhivirana inačica izvorne stranice od 18. siječnja 2009. (Wayback Machine)
- Artocarpus altilis (Moraceae)  Arhivirana inačica izvorne stranice od 5. veljače 2007. (Wayback Machine)
- Breadfruit na portalu Encyclopædia Britannica Online